# Platin
Platin est un duo musical slovène. Les membres du duo sont Simon Gomilšek et Diana Lečnik.
Le groupe a représenté la Slovénie lors du Concours Eurovision de la chanson de 2004 à Istanbul en Turquie mais échoua lors de la demi-finale.